# Regno di Cachezia
Il Regno di Cachezia (in georgiano კახეთის სამეფო?, k'axetis samepo; anche scritto Kaxet'i o Kakhetia), era una monarchia del periodo tardo medievale/età moderna regnante nella Georgia orientale, grosso modo nella regione corrispondente all'attuale provincia di Cachezia, con la sua prima capitale a Gremi e poi a Telavi. Nasce dal processo di una divisione tripartita del Regno di Georgia nel 1465 e durò, con molte brevi interruzioni, fino al 1762, quando Cachezia e il vicino regno georgiano di Cartalia venne a fondersi, tramite successione dinastica, sotto il governo del ramo kakhetiano della dinastia dei Bagrationi. Nel corso della maggior parte della sua storia turbolenta, Kakheti fu tributario all'impero persiano, i cui sforzi di tenere il riluttante regno georgiano dentro la sua sfera di influenza fece nascere una serie di conflitti militari con conseguenti deportazioni.

## Storia antica
L'apparizione del Regno di Chechezia fu il primo passo verso la divisione del Georgia coinvolta in guerre fratricide fin dalla metà del XV secolo. Ciò accadde dopo che il re Giorgio VIII, usurpatore del trono georgiano, venne catturato dal suo ardito vassallo Qvarqvare III, duca di Samtskhe, nel 1465, e detronizzato a favore di Bagrat VI. Egli dunque diventò di fatto un regnante indipendente nel suo precedente appannaggio principesco della Cachezia, la provincia più orientale della Georgia incentrata sulle valli fluviali dell'Alazani e dello Iori, dove rimase, come una sorta di anti-re, fino alla sua morte, avvenuta nel 1476. Oppresso da queste difficoltà, Costantino II, re di una Georgia ridotta, fu obbligato a sanzionare lo stato di cose, riconoscendo nel 1490 Alessandro I, figlio di Giorgio VIII, come re di Cachezia a est, e nel 1491 Alessandro II, figlio di Bagrat VI, come re d'Imerezia ad ovest, lasciando a se stesso il governo di Cartalia. In questo modo venne completata la divisione tripartita del Regno di Georgia.

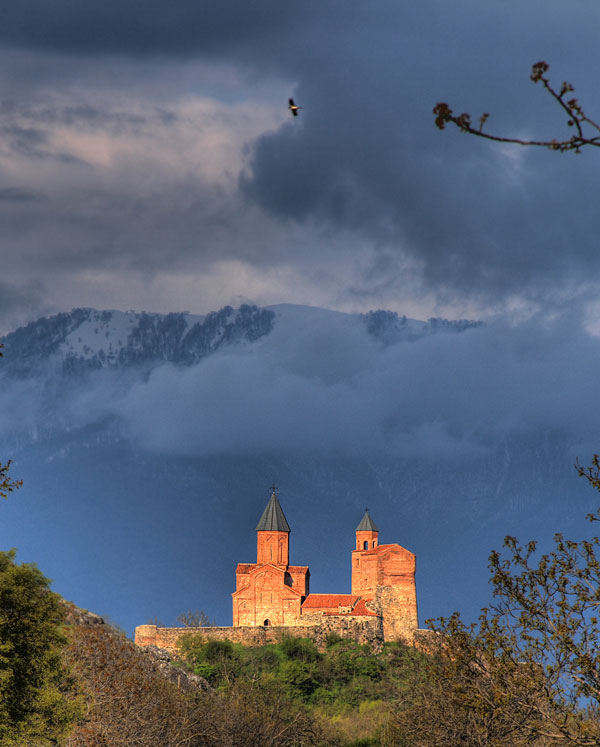
Le rovine del castello reale a Gremi.

Diversamente da altre regioni georgiane, la Cachezia venne risparmiata dalle più grandi incursioni straniere e da importanti sommovimenti interni, avendo inoltre, il vantaggio rispetto ad altre parti della Georgia di fiancheggiare l'importante “via della seta” (Ghilan-Şamaxı-Astrachan'). Il governo cachezio favoriva questo commercio partecipandovi attivamente, legando strettamente il regno alla vita economica della Transcaucasia orientale e Iran. Le fertili terre della Cachezia coltivate in modo estensivo insieme alle esuberanti colonie ebraiche, armene e persiane nelle città commerciali di Gremi, Zagemi, Karagaji e Telavi, diedero prosperità, non riscontrabile in altri territori della frammentata Georgia di allora. Questa relativa stabilità per un certo tempo rafforzò il potere monarchico, incrementando il numero dei suoi sostenitori tra la nobiltà.
Minacciata dall'emergere dei grandi imperi dell'Est – ottomano e safavide– i re di Kakheti perseguirono accortamente una politica di equilibrio, cercando di stabilire un'alleanza con i regnanti correligionari della Moscovia contro i shamkhal di Tarki, nel Caucaso del Nord. Il trattato di pace ottomana-safavide ottenuta ad Amasya nel 1555 fece cadere la Cachezia dentro la sfera dell'influenza iraniana safavide, ma i governatori locali mantennero ancora una considerevole indipendenza e stabilità mostrando la volontà di cooperare con i loro sovrani safavidi. Tuttavia, nel 1589, Alessandro II di Cachezia ufficialmente promise la sua alleanza allo zar Federico I di Russia, ma non venne mai effettivamente attuata. Con l'assassinio di Alessandro durante un colpo di Stato favorito dagli iraniani e dal figlio, un musulmano convertito, Costantino I, nel 1605, le sorti della Cachezia iniziano a rovesciarsi. Il popolo della Cachezia rifiutò di accettare il patricidio e così lo rovescia, costringendo l'energico safavide, shah Abbas I, riluttante, a riconoscere il candidato proposto dai ribelli, il nipote di Costantino Teimuraz I, come nuovo re nel 1605. Così inizia il lungo e difficile regno di Teimuraz (1605-1648) segnato dal conflitto con i safavidi.

## Egemonia iranica

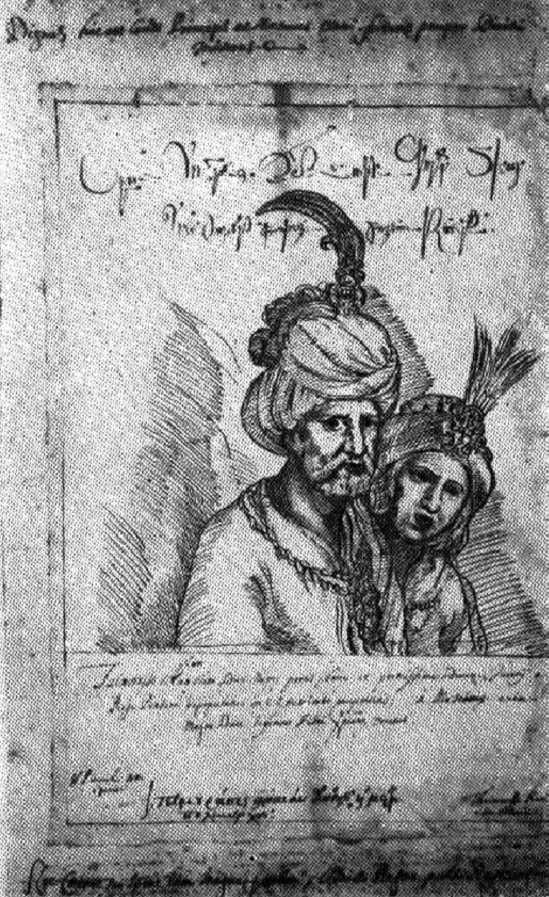
Teimuraz I di Cachezia e sua moglie Khorashan. Un disegno dall'album del contemporaneo missionario cattolico romano Don Cristoforo De Castelli.

Nel decennio che segue del 1610, Shah Abbas I rinnovò i suoi sforzi per inglobare la Georgia nell'impero safavide e sottopose la Cachezia a ripetute invasioni, dal 1614 al 1617. In una serie di insurrezioni georgiane e rappresaglie iraniche, vennero uccise da sessanta a settantamila persone e oltre centomila contadini cachezi furono forzatamente deportati in Iran. La popolazione dellai Cachezia diminuì di due terzi; le fiorenti città di una volta, come Gremi e Zagemi, si ridussero ad insignificanti villaggi; l'agricoltura andò in declino e il commercio pervenne ad una fase di stagnazione. Verso il 1648, l'indefesso Taimuraz venne infine espulso dalla Cachezia. Il governo safavide, stringendo il suo controllo sulla Cachezia, implementò una politica atta a sostituire la popolazione nativa con le tribù turche nomadi. Allo stesso tempo, i montanari dagestani iniziarono ad attaccare e a colonizzare le zone di frontiera della regione della Cachezia.
Nel 1659, i Cachezi si sollevarono in massa, massacrando i nomadi e cedendo la loro regione a Vakhtang V Shah-Nawaz, un re musulmano georgiano della Cartalia, che riuscì ad ottenere il permesso dallo shah di insediare suo figlio Archil come re in Cachezia. Per un certo tempo i due regni della Georgia orientale furono virtualmente unificati sotto il governo di Shah-Nawaz e di suo figlio, dal quale derivò un periodo di relativa pace. Facendo della città di Telavi la sua capitale, al posto di Gremi, rovinata dalle invasioni iraniane, Archil si preparò a realizzare un programma di ricostruzione. Tuttavia, la situazione promettente fu di breve durata. L'ascesa di Archil in Cachezia segnò l'inizio di una rivalità tra i due rami dei Bagrationi – i Mukhrani, a cui apparteneva Archil, ed il ramo cachezo, di cui era membro lo spodestato Teimuraz I. Quest'ultima alla fine riuscì a ristabilire il proprio potere nel 1703, governando, da allora in poi, per conto dei sovrani safavidi. Ciò si dimostrò essere di poco vantaggio, tuttavia, e il regno continuò ad essere infestato dalle incessanti incursioni dei dagestani.
Dal 1724 al 1744, la Cachezia venne soggetta alle successive occupazioni, ottomana e iraniana. Ad ogni modo, il servigio reso dal principe di Cachezia, Teimuraz II all'iraniano Nadir Shah nella lotta contro gli ottomani, fece sì che gli venisse annullato il duro tributo che la Cachezia pagava alla corte iraniana, nel 1743. La cooperazione con Nadir assicurò a Teimuraz II il governo sia di Cachezia che di Cartalia, ottenendo così il riconoscimento per se stesso come re di quest'ultima, e per suo figlio, Eraclio II, come re della prima. Entrambi i monarchi vennero incoronati secondo il rito della tradizione cristiana nel 1745. Sfruttando l'inquietudine in Iran che seguì all'assassinio di Nadir nel 1747, i due sovrani autoproclamarono l'indipendenza dei loro regni. Il loro governo agevolò la stabilizzazione della regione; l'economia inizio a rivivere e gli attacchi dagestani vennero ad essere ridotti, sebbene non eliminati. Alla morte di Teimuraz, l'8 gennaio del 1762, gli successe Eraclio II, che in questo modo riuscì a unificare la Georgia orientale nel singolo stato di Cartalia-Cachezia per la prima volta dopo quasi tre secoli.